# Vive cantando
Vive cantando (inicialmente, Vivo cantando) es una serie de televisión de España producida por Doble Filo (Grupo Secuoya) para el canal Antena 3. Se trata de una comedia dramática.

## Argumento
Trini (María Castro) es una cantante de orquesta que lleva los últimos años recorriendo España entera. Sin embargo, su hermana Luisa (Pilar Castro) aparece después de una actuación para decirle que se muere, motivo que le obliga a dejar su pasión para regresar a La Gloria, el barrio en el que creció y donde vive toda su familia. Allí se reencontrará con los suyos, sus amigos y con el que fue el amor de su vida. El ex de Trini es dueño de "La bamba", un karaoke que vivió tiempos mejores pero que de nuevo empieza a despuntar. Poco a poco, "La bamba" se convertirá en el punto de encuentro de los vecinos de todo el barrio, un punto en el que desahogarse y alegrarse de la existencia a base de música, mucha música. También se hará cargo de sus sobrinos, Paula y Nacho, así como de su padre.

## Producción
La serie se iba a llamar Vivo cantando, pero Antena 3 le cambió el nombre por Vive cantando antes de su estreno. No llegando a utilizar este nombre en ninguno de sus capítulos.
Cada capítulo de la serie cuesta unos 200.000 euros, muy por debajo de la media de capítulos de otras series.
Sin embargo, debido a la competencia de Telecinco y al retraso en las emisiones durante la segunda temporada, la audiencia cayó y se decidió que no se renovaría por una tercera temporada. Esto hizo que la serie pasara a emitirse los miércoles, estrenándose en el nuevo horario el 22 de octubre. Sin embargo, la audiencia siguió baja.

## Recepción
La serie fue bien recibida por los televidentes, dando un 18% de cuota de pantalla en su estreno. Sin embargo, el tercer capítulo bajó hasta un 14% y el mínimo lo tuvo el 12 de noviembre, con un 12%. Sin embargo, los datos permitieron que la serie se alargara (de unos 8 capítulos, se pidieron más hasta grabar 15), finalizando su primera temporada con un 15,2% de media y renovando por una segunda, siendo su mayor audiencia la franja de edad entre 25 y 34 años con un 19,1%.
Sin embargo, durante la segunda temporada, la serie bajó sufrió un bajón de audiencia, llegando a marcar un 9,5%. Esto se debió a la contraprogramación de otras cadenas, como Telecinco.
A pesar de su recepción en la primera temporada, algunos críticos la consideraron "Vulgar, hortera y chapucera". David Redondo, de Cadena Ser, opinó que en la segunda temporada, "el giro de las tramas [...] resulta bastante incomprensible y decepcionante.", ya que derivó en "la vulgarización y reduciéndose a un sinfín de romances frustrados entre sus personajes".

## Reparto

### 1ª temporada

#### Principales
- María Castro es María Trinidad "Trini" Almagro López.
- José Luis García Pérez es Juan José "Juanjo" Pérez.
- Gorka Otxoa es César Campillo García.
- Mariola Fuentes es Candela.
- Javier Cifrián es Mariano Benítez.
- Esperanza Elipe es María Asunción "Asun" Benítez.
- Alberto Jiménez es Julián Almansa.
- Daniel Avilés es Ignacio "Nacho" Ruiz Almagro. (Episodio 1 - Episodio 10; Episodio 13 - Episodio 15)
- Ana Mena es Paula Ruiz Almagro.
- Roko es Lucía Alameda. (Episodio 2 - Episodio 15)
- Sandra Blázquez es María José Almansa Benítez.
- Nacho Montes es Carlos Almansa Benítez.
- Víctor Sevilla es Jesús Francisco "Jeco" Benítez.
- y Manuel Galiana es Rafael Almagro.

#### Secundarios
- Andrés Arenas es Ceferino Gutiérrez. (Episodio 1 - Episodio 15)
- Geli Albaladejo es Angelines "Geli". (Episodio 1 - Episodio 7; Episodio 9; Episodio 11 - Episodio 15)
- Juan Frendsa es Tito (Episodio 1 - Episodio 4; Episodio 6 - Episodio 7; Episodio 9; Episodio 11 - Episodio 15)
- Nancy Yao es Lola. (Episodio 1 - Episodio 4)
- Juan Martín Gravina es Victor. (Episodio 11 - Episodio 12 - - Episodio 13)

##### Con la colaboración especial de
- Pilar Castro es Luisa Almagro López. (Episodio 1; Episodio 15)
- Auryn como ellos mismos. (Episodio 13)
- Rosa López como ella misma. (Episodio 14)
- Susanna Griso como ella misma. (Episodio 14)
- Petra Martínez es Rita. (Episodio 14)
- Los Chunguitos como ellos mismos. (Episodio 15)

##### Intervienen
- Pablo Penedo es ¿? (Episodio 2; Episodio 13)
- Leo Rivera es Fermín (Episodio 2 - Episodio 4, Episodio 6 - Episodio 7, Episodio 10, Episodio 12)
- Andrea de Pablos es ¿? (Episodio 3)
- Omar Paul Mayorga es ¿? (Episodio 3)
- Laura Rio es Bárbara (Episodio 4)
- Kevin Kielbus es ¿? (Episodio 4)
- Héctor Muñiz es ¿? (Episodio 4)
- Álex Hernández es Ricky (Episodio 4; Episodio 7 - Episodio 8; Episodio 10)
- Álex Casademunt es Willy (Episodio 5)
- Javier Posadas es ¿? (Episodio 5)
- Cedric Sester es ¿? (Episodio 5)
- Sergio Caballero es Rodrigo (Episodio 6)
- Mariano Llorente es Joaquín (Episodio 7)
- Juan Caballero es Magonzalo (Episodio 8)
- Víctor Barba es ¿? (Episodio 8)
- Gonzalo Kindelán es Rulo (Episodio 9)
- Fernando Soto es Andrés Ruiz (Episodio 9)
- Claudia Molina es Vanessa (Episodio 9; Episodio 11)
- Juan Carlos Villanueva es ¿? (Episodio 9)
- David Silveira es ¿? (Episodio 9)
- Emilia Uutinen es Petra (Episodio 10)
- Lara Uutinen es ¿? (Episodio 10)
- Alfonso Torregrosa es ¿? (Episodio 10)
- Gonzalo Mérida es Ernesto Mora (Episodio 11)
- Juan Martín Gravina es Víctor (Episodio 11 - Episodio 13)
- Álvaro Doñate es ¿? (Episodio 12)
- Yaël Belicha es ¿? (Episodio 12)
- José Luis Díaz es ¿? (Episodio 13)
- Manu Hernández es ¿? (Episodio 14)
- Félix Casales es ¿? (Episodio 14 - Episodio 15)
- Eva Marciel es Susana (Episodio 15)
- Chema del Barco es ¿? (Episodio 15)
- Ana José Bóveda es ¿? (Episodio 15)
- Lucas Baselga es ¿? (Episodio 15)
- Andrea de Pablos es Susi

### 2ª temporada

#### Principales
- María Castro es María Trinidad "Trini" Almagro López.
- José Luis García Pérez es Juan José "Juanjo" Pérez.
- Gorka Otxoa es César Campillo García.
- Mariola Fuentes es Candela.
- Javier Cifrián es Mariano Benítez.
- Esperanza Elipe es María Asunción "Asun" Benítez.
- Daniel Avilés es Ignacio "Nacho" Ruiz Almagro.
- Ana Mena es Paula Ruiz Almagro.
- Sandra Blázquez es María José Almansa Benítez.
- Nacho Montes es Carlos Almansa Benítez.
- Víctor Sevilla es Jesús Francisco "Jeco" Benítez.
- con Kiti Mánver como Rosario "Charo". (Episodio 1 - Episodio 4; Episodio 6 - Episodio 10)
- y Manuel Galiana como Rafael Almagro.

#### Secundarios
- Andrés Arenas es Ceferino Gutiérrez. (Episodio 1 - Episodio 10)
- Geli Albadalejo es Angelines "Geli". (Episodio 1 - Episodio 10)
- Mariano Estudillo es Manuel "Manu" Pérez Almagro. (Episodio 1 - Episodio 10)
- Bárbara Santa-Cruz es Elena Romero, abogada. (Episodio 2 - Episodio 3; Episodio 5 - Episodio 10)
- Mario Plágaro es Molina, el nuevo policía. (Episodio 2 - Episodio 10)

##### Con la colaboración especial de
- Petra Martínez es Rita. (Episodio 1)
- Arturo Valls es Abogado. (Episodio 1)
- Toñi Salazar como ella misma. (Episodio 3)
- Fernando Andina es Tomás (Episodio 3 - Episodio 6)
- María José Goyanes es ¿? (Episodio 8)
- Margarita Lascoiti es ¿? (Episodio 9)

##### Intervienen
- Alberto Jiménez es Julián Almansa. (Episodio 1)
- Roko es Lucía Alameda. (Episodio 1)
- Eva Marciel es Susana. (Episodio 1)
- Javier Bódalo es Coque. (Episodio 6; Episodio 8)
- Fanny Gautier es ¿? (Episodio 7)
- José Lamuño es Raimundo "Ray" Soler. (Episodio 7 - Episodio 8)
- María Mera es ¿? (Episodio 9)
- Martijn Kuiper es ¿? (Episodio 9)
- Mikel Albisu es ¿? (Episodio 10)

## Episodios y audiencias
| Temp. | Temp. | Capítulos | Estreno                 | Final                   | Audiencia media | Audiencia media | Audiencia media |
| Temp. | Temp. | Capítulos | Estreno                 | Final                   | Espectadores    | Cuota           |                 |
| ----- | ----- | --------- | ----------------------- | ----------------------- | --------------- | --------------- | --------------- |
|       | 1     | 15        | 3 de septiembre de 2013 | 10 de diciembre de 2013 | 2 635 000       | 15,3%           |                 |
|       | 2     | 10        | 2 de septiembre de 2014 | 5 de noviembre de 2014  | 1 763 000       | 12,0%           |                 |
| Total | Total | 25        | 2013                    | 2014                    | 2 199 000       | 13,7%           |                 |

## Banda sonora
Banda sonora original compuesta por César Benito
Canciones que se interpretan a lo largo de la serie:

### Temporada 1
CAPÍTULO 1
- La bamba (Los Lobos). La interpreta Trini (María Castro) al inicio del episodio.
- Heartbreaker (Auryn). La interpretan Nacho (Daniel Avilés) y Paula (Ana Mena).
- Corazón contento (Marisol). Es interpretada dos veces, la primera por Trini (María Castro) y su hermana Luisa (Pilar Castro). La segunda la interpreta sólo Trini mientras su hermana muere.

CAPÍTULO 2
- Color esperanza (Diego Torres). La interpretan César (Gorka Otxoa) y Lucía (Roko).
- Con los años que me quedan (Gloria Estefan). La interpreta Mariano (Javier Cifrián).

CAPÍTULO 3
- Sabor de amor (Danza Invisible). La interpreta Lucía (Roko).
- Pero a tu lado (Los Secretos). La interpretan Trini (María Castro) y Paula (Ana Mena).

CAPÍTULO 4
- Bésame mucho (Consuelo Velázquez). La interpreta Lola (Nancy Yao).
- A quién le importa (Alaska y Dinarama). La interpretan Paula (Ana Mena), Trini (María Castro) y Nacho (Daniel Avilés).

CAPÍTULO 5
- Ritmo del garaje (Loquillo y Trogloditas). La interpretan Trini (María Castro) y Willy (Alex Casademunt).
- Euphoria (Loreen). La interpreta Lucía (Roko).

CAPÍTULO 6
- La bamba (Los Lobos). La interpreta César (Gorka Otxoa).
- Dramas y comedias (Fangoria). La interpretan Trini (María Castro) y Nacho (Daniel Avilés).
- Como una ola (Rocío Jurado). La interpreta Lucía (Roko).

CAPÍTULO 7
- Chiquilla (Seguridad Social). La interpretan Juanjo (José Luis García Pérez) y Nacho (Daniel Avilés).
- Oye (Wilfrido Vargas). La interpretan César (Gorka Otxoa) y Lucía (Roko).

CAPÍTULO 8
- Sin miedo a nada (Álex Ubago). La interpreta Trini (María Castro) y  después Paula (Ana Mena).
- Mucho mejor (Los Rodríguez). La interpretan Carlos (Nacho Montes) y Paula (Ana Mena).

CAPÍTULO 9
- La lista de la compra (La Cabra Mecánica y María Jiménez). La interpretan Asun (Esperanza Elipe) y Candela (Mariola Fuentes).
- Pan y mantequilla (Efecto Pasillo). La interpretan Paula (Ana Mena), Trini (María Castro) y Nacho (Daniel Avilés).

CAPÍTULO 10
- No puedo vivir sin ti (Los Ronaldos). La interpretan Carlos (Nacho Montes) y Paula (Ana Mena).
- Historia de un amor (Los Panchos). La interpreta Trini (María Castro).

CAPÍTULO 11
- Mi mundo sin ti (Soraya Arnelas). La interpreta Paula (Ana Mena). Jesús Martín
- Siete vidas (Antonio Flores). La interpreta Trini (María Castro).

CAPÍTULO 12
- Sin ti no soy nada (Amaral). La interpreta Candela (Mariola Fuentes).
- Resistiré (Dúo Dinámico). La interpretan Trini (María Castro), Carlos (Nacho Montes), César (Gorka Otxoa), María José (Sandra Blázquez), Paula (Ana Mena) y Jeco (Víctor Sevilla).

CAPÍTULO 13
- No importa que llueva (Efecto Pasillo). La interpretan Nacho (Daniel Avilés) y Paula (Ana Mena) y, más tarde, estos dos junto a Trini (María Castro).
- Make my day (Auryn). La interpretan Auryn haciendo un cameo y Jeco (Víctor Sevilla).
- La bamba (Los Lobos). La interpreta Trini (María Castro).

CAPÍTULO 14
- Momentos (Rosa López). La interpreta Rosa (Rosa López).
- Me va, me va (Julio Iglesias). La interpretan Rafael (Manuel Galiana) y Trini (María Castro).
- Amigos para siempre (Los Manolos). La interpreta Lucía (Roko).

CAPÍTULO 15
- Los peces en el río. La interpreta Carlos (Nacho Montes)
- Tenía tanto que darte (Nena Daconte). La interpretan Carlos (Nacho Montes) y Paula (Ana Mena)
- Oye (Wilfrido Vargas). La interpretan César (Gorka Otxoa), Lucía (Roko) y Los Chunguitos.

### Temporada 2
CAPÍTULO 16
- La bamba (Los Lobos). La interpretan Nacho (Daniel Avilés) y Paula (Ana Mena).
- Cuando tú vas (Chenoa). La interpreta Charo (Kiti Manver).
- Estando contigo (Marisol). La interpretan Trini (María Castro), Paula (Ana Mena), Mariano (Javier Cifrián), Candela (Mariola Fuentes), Ceferino (Andrés Arenas), Geli (Geli Albadalejo), César (Gorka Otxoa), Juanjo (José Luis García Pérez), Rafael (Manuel Galiana) y María José (Sandra Blázquez).
- Como yo te amo (Rocío Jurado). La interpretan César (Gorka Otxoa) y Lucía (Roko).

CAPÍTULO 17
- Voy a pasármelo bien (Hombres G). La interpreta Trini (María Castro) y después ella con Elena (Bárbara Santa-Cruz)

CAPÍTULO 18
- Un beso y una flor (Nino Bravo). La interpretan Trini (María Castro), Charo (Kiti Manver), Geli (Geli Albadalejo), Ceferino (Andrés Arenas), Molina (Mario Plágaro), Jeco (Víctor Sevilla), Carlos (Nacho Montes), Paula (Ana Mena) y María José (Sandra Blázquez).
- Pop (La Oreja de Van Gogh). La interpretan Paula (Ana Mena) y María José (Sandra Blázquez).
- I will survive (Gloria Gaynor). La interpreta Paula (Ana Mena).
- La cucaracha. La interpreta Trini (María Castro).

CAPÍTULO 19
- La vida es un carnaval (Celia Cruz). La interpretan Charo (Kiti Mánver) y Trini (María Castro)
- Te espero aquí (Pablo López). La interpreta Pablo López y después Paula (Ana Mena) y Carlos (Nacho Montes).

CAPÍTULO 20
- Piensa en mí (Luz Casal). La interpreta Paula (Ana Mena)
- ¡Chas! y aparezco a tu lado (Álex y Christina). La interpretan Juanjo (José Luis García Pérez) y Elena (Bárbara Santa-Cruz)

CAPÍTULO 21
- Que la detengan (David Civera). La interpreta Trini (María Castro).

CAPÍTULO 22
- Cuando brille el sol (La Guardia). La interpretan Elena (Bárbara Santa-Cruz), César (Gorka Otxoa), Paula (Ana Mena) y Trini (María Castro).
- Solo se vive una vez (Azúcar Moreno). La interpretan Rafael (Manuel Galiana) y Charo (Kiti Mánver).

CAPÍTULO 23
- Idiota (Nena Daconte). La interpreta Trini (María Castro).
- No puedo vivir sin ti (Los Ronaldos). La interpretan Carlos (Nacho Montes) y Paula (Ana Mena) en un vídeo.

CAPÍTULO 24
- Por las noches (Los Ronaldos). La interpretan Carlos (Nacho Montes) y Paula (Ana Mena).
- Escándalo (Raphael). La interpretan Trini (María Castro), Elena (Bárbara Santa-Cruz) y Charo (Kiti Manver).

CAPÍTULO 25
- Bailando (Alaska y los Pegamoides). La interpretan Charo (Kiti Manver) y Rafael (Manuel Galiana).
- No puedo vivir sin ti (Los Ronaldos). La interpretan Carlos (Nacho Montes) y Paula (Ana Mena).
- Vivo cantando (Salomé). La interpretan Charo (Kiti Manver), César (Gorka Otxoa), Asun (Esperanza Elipe), Candela (Mariola Fuentes), Carlos (Nacho Montes), Paula (Ana Mena) María José (Sandra Blázquez), Jeco (Víctor Sevilla), Mariano (Javier Cifrián) y Molina (Mario Plágaro).
- Estando Contigo (canción de Jesús MartinL) María Castro Trini Ana Mena Paula Daniel Áviles Nacho Manuel Galiana Rafael José Luis García Pérez Juanjo Gorka Otxoa César Roko Lucía Esperanza Elipe Asun Mariola Fuentes Candela Javier Cifrián Mariano Víctor Sevilla Jeco Sandra Blázquez María José Nacho Montes Carlos Andrés Arenas Ceferino Geli Albadejo Angelines Geli Bárbara Satna-Cruz Elena Mario Plágaro Molina Kiti Manver Rosario Charo Mariano Estudillo Manuel Manu Pérez Almagro